# Сад Атлантик
Сад Атланти́к (фр. Jardin Atlantique) — общественный парк и сад в районе Монпарнас на границе XIV и XV округов Парижа, расположенный на крыше вокзала Монпарнас на высоте 18 метров. Создан при реконструкции старого здания вокзала, открыт в 1994 году.

## Описание
Сад сооружён непосредственно над посадочными платформами. Его общая площадь составляет 3,4 га, площадь озеленения — 1,71 га. Растения в саду представлены цветами, кустарниками и 85 деревьями.
Общей тематической идеей сада является отдых на океанском побережье. Архитекторы и дизайнеры Франсуа Брюн и Мишель Пена выполнили часть сада в морском стиле, с волнистыми поверхностями скамеек и деревянным настилом, напоминающим палубу корабля и волны за бортом. Многолетние цветы и кустарники в сине-бело-фиолетовой гамме имитируют гладь океана. На двух пляжах, галечном и песочном, можно принимать солнечные ванны.
Пространство разделено на несколько зон, в которых созданы условия как для активного, так и более спокойного времяпрепровождения: есть теннисные корты, столы для пинг-понга, турники, детская площадка.

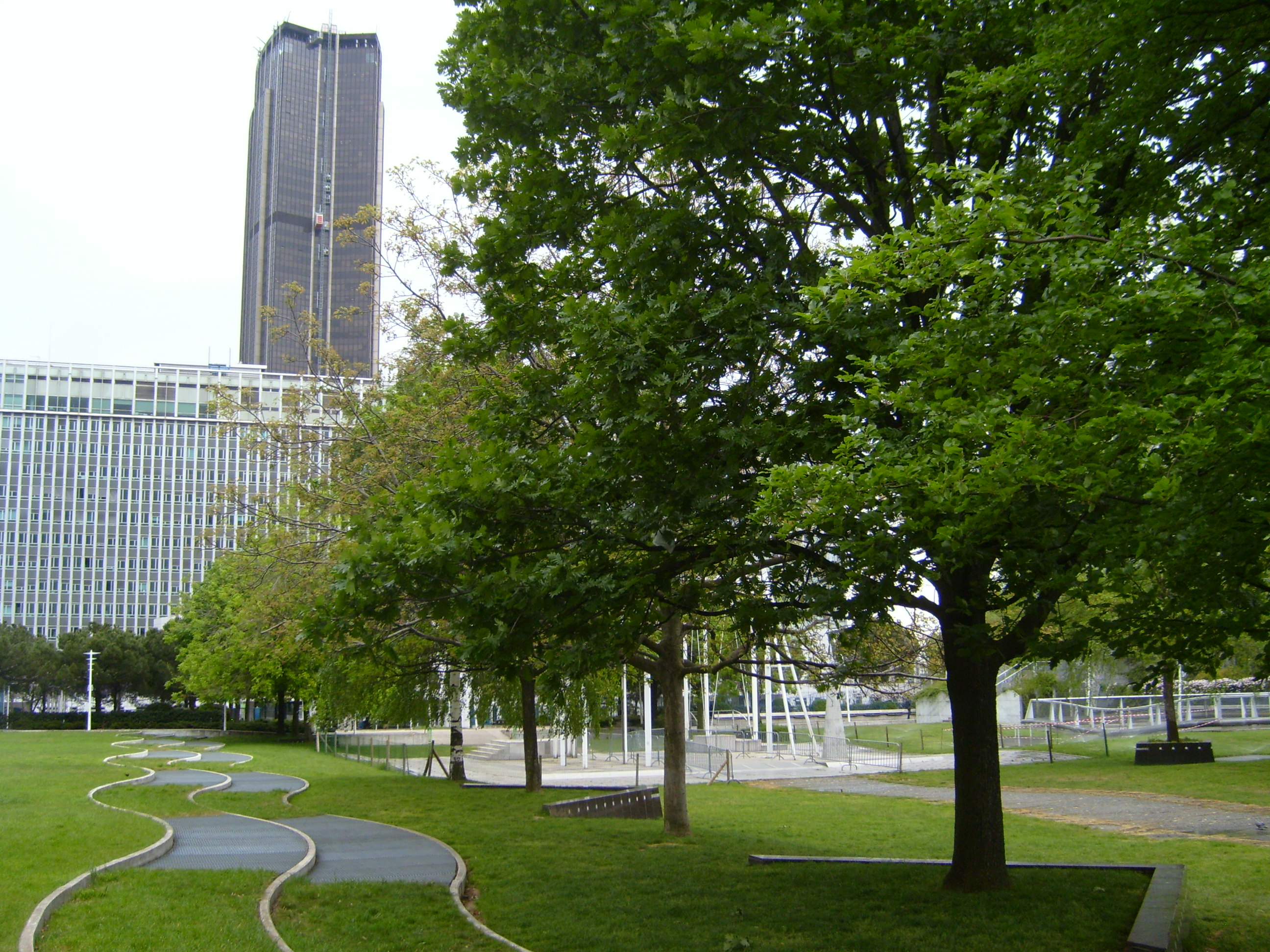
Вид из сада на Башню Монпарнас

В зелёной зоне выделяются сад ползучих растений (злаковых, почвопокровных и папоротников), сад растений влажных мест (кустарники, лианы, плакучие ивы) и собственно деревья, в том числе приморские сосны.
Платформу поддерживают двенадцать полых бетонных свай, внутри которых располагаются корни самых крупных деревьев, растущих в саду. Слой насыпного грунта составляет всего двадцать сантиметров, чтобы не утяжелять конструкцию. 130 вентиляционных отверстий обеспечивают вентиляцию вокзала и автостоянки.
В саду имеется небольшой музей освобождения Парижа, посвящённый генералу Филиппу Леклерку де Отклоку и другим участникам освобождения Парижа в 1944 году.

## Схема сада
|  |